# Minettia flavipalpis
Minettia flavipalpis är en tvåvingeart som först beskrevs av Friedrich Hermann Loew 1847.  Minettia flavipalpis ingår i släktet Minettia och familjen lövflugor. Inga underarter finns listade i Catalogue of Life.